# 菲罗兹普尔兵站
菲罗兹普尔兵站（Firozpur Cantt.），是印度旁遮普邦Firozpur县的一个城镇。总人口57418（2001年）。

## 人口
该地2001年总人口57418人，其中男性34393人，女性23025人；0—6岁人口6494人，其中男3555人，女2939人；识字率75.31%，其中男性为80.16%，女性为68.05%。